# Эртель, Александр Иванович
Алекса́ндр Ива́нович Э́ртель (7 [19] июля 1855, село Ксизово Задонского уезда Воронежской губернии — 7 [20] февраля 1908, Москва) — русский писатель, известный главным образом как автор нашумевшего в своё время романа «Гарденины, их дворня, приверженцы и враги» (1889).

## Биография
Дед А. И. Эртеля, Людвиг Эртель, происходил из берлинской бюргерской семьи, юношей попал в армию Наполеона и под Смоленском был взят в плен, a затем увезен одним из русских офицеров в воронежскую деревню. Перешёл в православие, женился на крепостной девушке, приписался в воронежские мещане и всю последующую жизнь прожил управляющим в господских имениях Воронежской и Тамбовской губерний. Эту же должность наследовал и его отец, тоже женившийся на крепостной (её звали Авдотья Петровна). Детские годы А. И. Эртель провёл в селе Александровке-Савельевке на речке Плавица, где его отец Иван Людвигович был управляющим в имении помещиков Савельевых. В 1863 году его отец уехал с семьей в Хавско-Покровскую волость в Воронежском уезде, где снял в аренду хутор на Грязнуше. Однако сбережения скоро иссякли, и он снова поступает управляющим имением к помещику Кряжеву (Бобровский уезд). В 1867 году возвращается на Плавицу работать управляющим в имении Филипповой.
С 1873 года А. И. Эртель занял должность конторщика в имении крупного землевладельца М. О. Охотникова (Усманский уезд Тамбовской губернии). В 1875 году женился на М. И. Федотовой, дочери богатого купца и книгочея-библиофила И. В. Федотова, в доме которого собиралось культурное общество Усмани, писатели.

 Новое знакомство с новым чудаком-купцом, который «посреди грязи и пошлости торгового люда» был одержим истинной страстью к этому «прогрессу» и к чтению; знакомство с его дочерью, которая взялась руководить развитием молодого «дикаря» и с которой вскоре завязался «книжный роман», кончившийся свадьбой; затем попытка завести своё хозяйство в арендованном на грошовое приданое жены именьице и крушении этой попытки, — «я, считавшийся дельным хозяином в чужом богатом имении, оказался никуда не годным в своем маленьком».— Воспоминания
Благодаря знакомству с писателем П. В. Засодимским, как-то заехавшим в Усмань, началась его писательская жизнь в среде наиболее «передовых» представителей тогдашней литературы.

 «У Федотова однажды я встретил молодого человека, приехавшего с хутора за книгами. Этот юноша — блондин, высокого роста, худощавый, симпатичной наружности, с мягким ласкающим взглядом добрых, задумчивых глаз — был Александр Иванович Эртель… Это был человек богато одаренный умственными силами, умело и широко воспользовавшийся средствами к самообразованию, деятельный, энергичный, человек великодушный, всегда, при всякой возможности оказывающий помощь близким, делавший добро — но без шума, без рекламы, человек с душой нежной, чуткой, отзывчивой». — [Засодимский П. В. Из воспоминаний. Типография Т-ва И.Д. Сытина. 1908 – 451 с.]
В 1878—1880 гг. жил в Санкт-Петербурге, где заведовал народнической библиотекой П. В. Засодимского по адресу Невский, 80. Был связан с «Народной волей». В упомянутой библиотеке проводились встречи народовольцев, а также состоялась встреча руководителей партии с Н. К. Михайловским.
На литературное поприще А. И. Эртель выступил в 1878 году, обратив на себя внимание критики и публики очерком «Два помещика». В петербургской газете «Русское обозрение» (1878, № 3-4) был напечатан первый рассказ А. И. Эртеля «Переселенцы», и вслед за ним — очерк «Письма из Усманского уезда» (Слово, 1879, № 2).
В петербургский период жизни А. И. Эртель близко сошёлся с литераторами В. М. Гаршиным, Н. Н. Златовратским, Н. Ф. Бажиным, Н. И. Наумовым, Г. И. Успенским. В 1880 г. Г. И. Успенский познакомил А. И. Эртеля с И. С. Тургеневым. Сохранились письма М. Е. Салтыкова-Щедрина к А. И. Эртелю. Б. Л. Бессонов писал: «Эртель был знаком со многими деятелями революционного движения 1870-1880-х годов, хотя сам никогда не был революционером».
Весной 1884 года был арестован по обвинению в связях с участниками революционного движения и заключён в Петропавловскую крепость, откуда через четыре месяца был освобождён из-за резкого ухудшения здоровья. Затем административным порядком был выслан в Тверь, где прожил до 1889 года. Ошибочно часто указывается, что А. И. Эртель был народником, однако такая точка зрения может быть отчасти справедлива только для раннего периода творчества писателя. В письме к А. В. Погожевой от 21 августа 1898 года А. И. Эртель писал, что «народнических грёз» у него «очень-то много никогда не было», а теперь он «излечился и от тех немногих, которые были».
Первая встреча Л. Н. Толстого и А. И. Эртеля состоялась в марте 1885 г. в Москве. Между ними устанавливается переписка. А. И. Эртель бывал в Ясной Поляне, читал в рукописи некоторые отрывки из произведений Л. Толстого. В 1885 году женился (вторым браком) на М. В. Огарковой. А. И. Эртель вёл переписку с В. Г. Чертковым. На основании этих писем в 1909-1911 гг. развернулась полемика о толстовстве Эртеля. Неоднократно критики указывали на то, что А. И. Эртель, в противовес толстовцам, лишён какого бы то ни было догматизма, религиозного или нравственного: «Основная и глубочайшая черта мышления Эртеля есть осознавшая себя духовная гибкость и вытекающий отсюда протест против всякого рода догматизма».
В 1889 году А. И. Эртель вернулся в Воронежскую губернию. На воронежской земле им были написаны рассказы «Записки степняка», изданные в «Вестнике Европы» (1880—1882), «Русском Богатстве» (1881, «Земец»), «Деле» (1879—1882) и других изданиях. В «Русской мысли» был напечатан большой роман Эртеля «Гарденины, их дворня, приверженцы и враги» (1889 и отдельное издание — 1890).

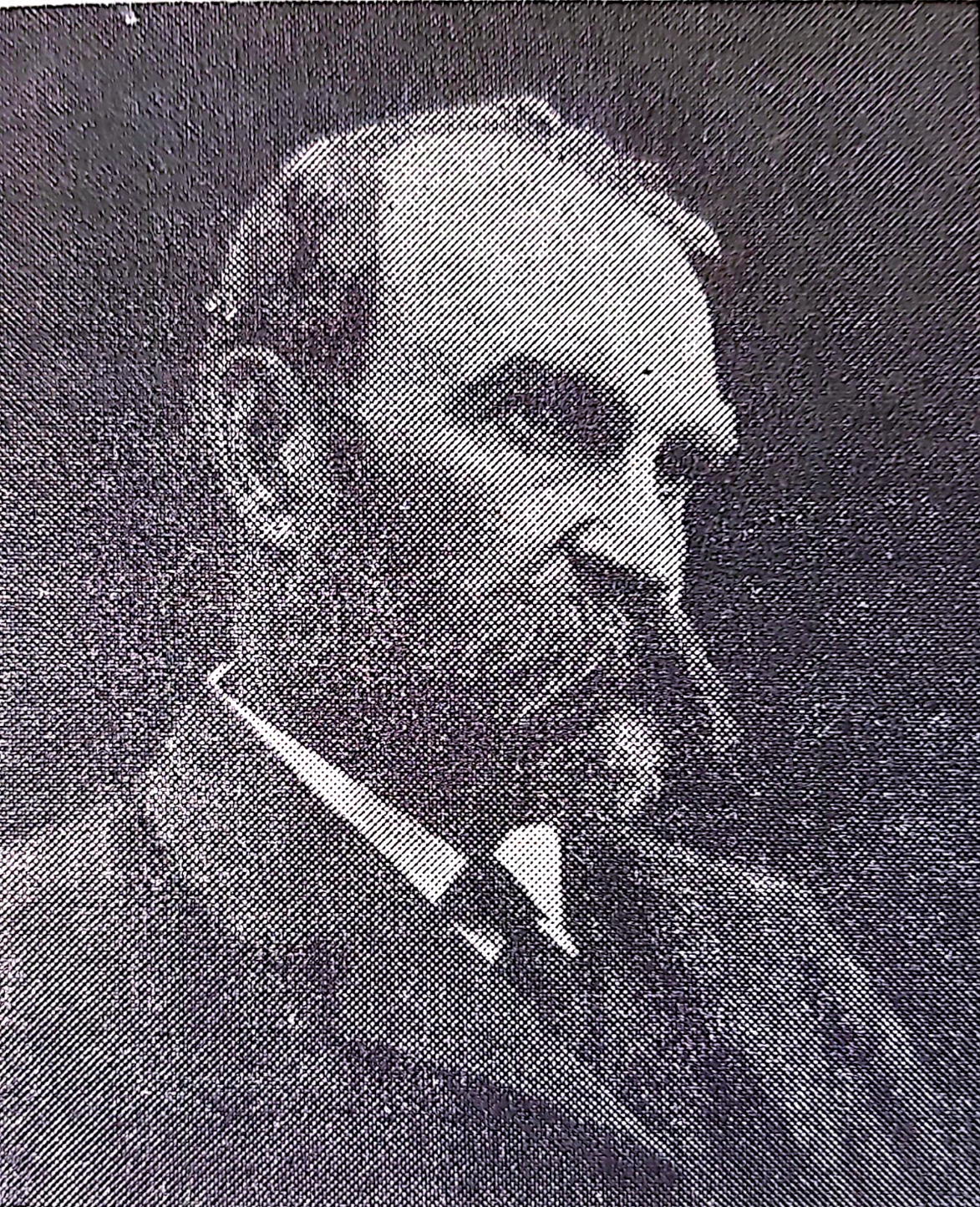
А. И. Эртель, снятый В. Г. Чертковым. Москва, 1907 год.

Весной 1890 года А. И. Эртель живёт в Крыму. По возвращении он арендовал имение Емпелево в Воронежской губернии (ныне поселок Трудовое Новоусманского района Воронежской области), где прожил шесть лет. В 1894 г. едет за границу. Знакомится с жизнью Лондона, Парижа и других городов. В октябре 1895 года в Москве А. И. Эртель встречается с И. А. Буниным. Между ними устанавливаются дружеские отношения. Уже находясь за рубежом (1929), Иван Алексеевич написал воспоминания об А. И. Эртеле.
По инициативе А. И. Эртеля был осуществлён pяд благотворительных акций, среди которых следует отметить в 1892 г. открытие начальной школы в селе Макарье (деньги на школу А. И. Эртелю пожертвовала В. А. Морозова и отец З. С. Соколовой) и организацию попечительства для помощи пострадавшим от голода в 1891—1892 гг.
В середине 90-х годов А. И. Эртель отошёл от литературы и до конца своей жизни работал управляющим помещичьими имениями. С 1896 года служил в имении Хлудовых — селе Александровка Моршанского уезда Тамбовской губернии. В Александровке он построил школу (1898 год), где стала учительствовать его жена М. В. Эртель. С 1900 г. А. И. Эртель управлял также имением Лукутина, с 1901 года — имениями Е. И. Чертковой, с 1903 года — имениями Пашковых. В декабре 1906 года А. И. Эртель поселился в Москве. Дочь писателя, Н. А. Даддингтон, писала О. Г. Ласунскому, что решение оставить литературу было для А. И. Эртеля тяжёлым, но неизбежным, так как семье не хватало денег. В этом она видит трагизм последних лет отца.

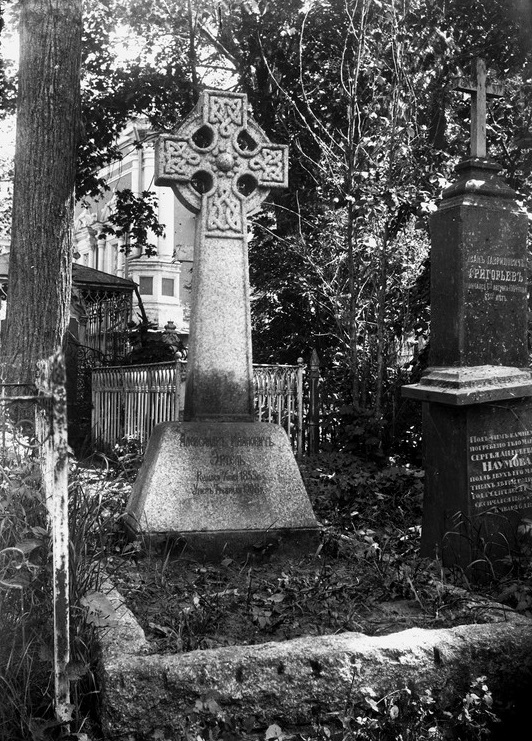
Могила А. И. Эртеля в Новодевичьем монастыре (первичное захоронение).

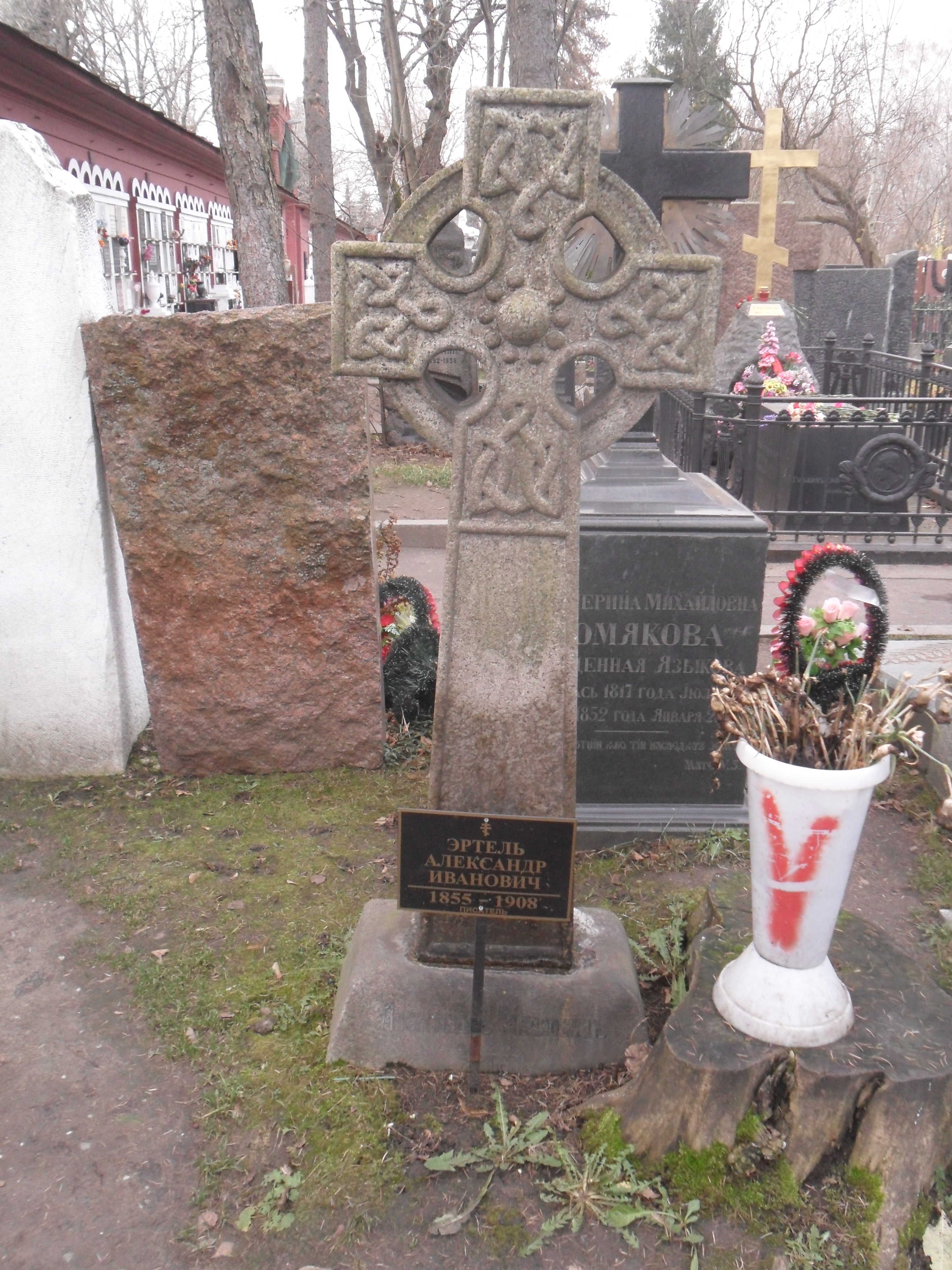
Могила А. И. Эртеля на Новодевичьем кладбище (перенесена с территории Новодевичьего монастыря).

Был похоронен на территории Новодевичьего монастыря, рядом с могилой А. П. Чехова. После уничтожения в 1930-е годы могил на территории монастыря, останки А. И. Эртеля перезахоронены на Новодевичьем кладбище.

## Семья
Первая жена — Мария Ивановна Федотова, дочь богатого купца и книгочея-библиофила И. В. Федотова, основателя Усманской публичной библиотеки.
Вторая жена — Мария Васильевна Огаркова (1861—1919), родилась в г. Усмани Тамбовской губернии (ныне Липецкой области) в семье владельца небольшого кожевенного завода, купца второй гильдии В. Ф. Огаркова. Сестра писателя и поэта В. В. Огаркова. Окончила 3 класса Усманской прогимназии. Затем полный курс Мариинской Воронежской женской гимназии (1876—1881), награждена серебряной медалью, звание домашней наставницы по математике. В 1891 г. входила в состав Макарьевского попечительства, организованного А. И. Эртелем в селе Макарье. Преподавала в школе в селе Александровка Моршанского уезда Тамбовской губернии. В браке имела дочерей:
- Елена Александровна (1889—1974, Лондон). Окончила Московские высшие женские педагогические курсы. С 1918 г. замужем за Тупиковым Д. Ф., жила вместе с матерью в Эртелевке. После революции заведовала местной библиотекой (с 1919 г. имени А. И. Эртеля), в которую передала многие книги из семейной библиотеки. В 1930 г. уехала к сестре в Англию, передав государству усадьбу с домом и всеми пристройками.
- Наталья Александровна (1886, Тверь — 1972, Лондон). Образование — Алфёровская гимназия в Москве и Стоюнинская в Петербурге. По окончании гимназии в 1905 г. подала документы на Высшие женские (Бестужевские) курсы. В 1906 г. поступила в университет в Лондоне (1911 г. — степень магистра философии). Муж пастор Д. Н. Даддингтон (1865—1958), позже куратор художественных галерей в Уайтчепеле. Известна как переводчица Пушкина, Гончарова, Тургенева, Салтыкова-Щедрина и других русских писателей на английский язык. Дети — Александр, Анна (сын — Севастьян Гаррет, филолог).

### Эртелевка
В конце 1912 г. вдова Эртеля Мария Васильевна приобрела неподалёку от ст. Графская Юго-Восточной железной дороги (Воронежский уезд Воронежской губернии) имение, названное Эртелево (Эртелевка) — двенадцатую часть дачи села Большая Приваловка, владения И. И. Карганова — мужа Л. С. Алексеевой, сестры К. С. Станиславского и З. С. Соколовой. По постановлению Президиума ВЦИК от 23 мая 1923 г. Е. А. Эртель могла пользоваться садом и усадьбой с пристройками.
В 1940 году по постановлению Президиума Верховного Совета РСФСР (от 26 июня 1940 г.) усадьба писателя А. И. Эртеля была передана Воронежскому отделению Союза советских писателей. В Эртелевке расположился Дом творчества писателей. В 1944—1949 гг. Дом творчества арендовал Литфонд СССР. С 1958 г. здесь размещалась районная библиотека, пионерский лагерь, позже — диспансер Верхнехавской районной больницы. Теперь музей А. И. Эртеля. Усадьба включена в список памятников истории, архитектуры и археологии Воронежской области, принятых под государственную охрану.

## Членство в общественных организациях
Член Общества любителей российской словесности (с 19 апреля 1885 г.)

## Творчество
Творчество Эртеля высоко оценивал Бунин.

«Он теперь почти забыт, а для большинства и совсем неизвестен. Удивительна была его жизнь; удивительно и это забвение. Кто забыл его друзей и современников — Гаршина, Успенского, Короленко, Чехова? А ведь в общем, он был не меньше их, за исключением, конечно Чехова, а в некоторых отношениях даже больше».— Воспоминания И. Бунина
В 1889 году выходит роман Эртеля «Гарденины, их дворня, приверженцы и враги». Действие романа происходит на воронежской земле. Книга пестрит местными топонимами: Дон, Битюг, Воронеж, Хреновое и дp.

Неподражаемое, не встречаемое нигде достоинство этого романа «Гарденины», это удивительный по верности, красоте, разнообразию и силе народный язык. Такого языка не найдешь ни у новых, ни у старых писателей.— Лев Толстой, 1908

«Гарденины» — один из лучших русских романов, написанных после эпохи великих романистов.— Д. Святополк-Мирский, 1926.

## Произведения

### Роман
- 1888-1889 — «Гарденины, их дворня, приверженцы и враги»
- 1890-1891 — «Смена»

### Повести
- 1883 — «Волхонская барышня»
- 1886 — «Минеральные воды»
- 1886 — «Жадный мужик» (переведена на англ.)
- 1887 — «Две пары»
- 1895 — «Карьера Струкова»

### Рассказы и очерки
- 1878 — «Два помещика», «Переселенцы»
- 1879 — «Письма из Усманского уезда»
- 1880—1882 — «Записки Степняка»
- 1885 — «Специалист» (переведён на англ.)
- 1893 — «Духовидцы»
- 1898 — «В сумерках»

## Избранная библиография
- Письма А. И. Эртеля / под ред. М. О. Гершензона. — М. : Тип. Т-ва И. Д. Сытина, 1909. — XXIV, 409 с.
- Эртель А. И. Собрание сочинений : в 7 т. / А. И. Эртель; критико-биогр. ст. Ф. Д. Батюшкова. — М. : Моск. книгоизд-во, 1909.
- Предисловие Л. Н. Толстого к роману «Гарденины, их дворня, приверженцы и враги»: Т. 5.

- Эртель А. И. Записки степняка. Избранные рассказы и очерки./ А. И. Эртель; авт. вступ. ст. М. Сергеенко. — Воронеж : Воронежское областное книгоиздательство. 1949. — 264 с.
- Эртель А. И. Гарденины, их дворня, приверженцы и враги : роман / А. И. Эртель; авт. вступ. ст. Б. Бессонов. — М. : Худож. лит., 1980. — 616 с. : портр., 50 000 экз.
- Эртель А. И. Гарденины, их дворня, приверженцы и враги. — М., Художественная литература, 1987. — 368 с., 850 000 экз.
- Эртель А. И. Рассказы. Очерки. Повесть. Письма / А. И. Эртель; худож. С. С. Косенков; авт. вступ. ст. В. И. Кузнецов. — Воронеж : Центрально-Чернозёмное книжное издательство, 1984. — 319 с.
- Эртель А. И. Избранное / А. И. Эртель; авт. вступ. ст. В. Кузнецов; авт. послесл. Н. Тимофеев. — Воронеж: Центр духовного возрождения Чернозём. края, 2006. — 352 с.
- Эртель А. «… Жизнь нельзя ввести в оглобли» : [письма Александра Эртеля] / авт. вст. ст. и сост. С. Сергеев // Москва. — 2008. — № 2. — С. 203—225.

## Память

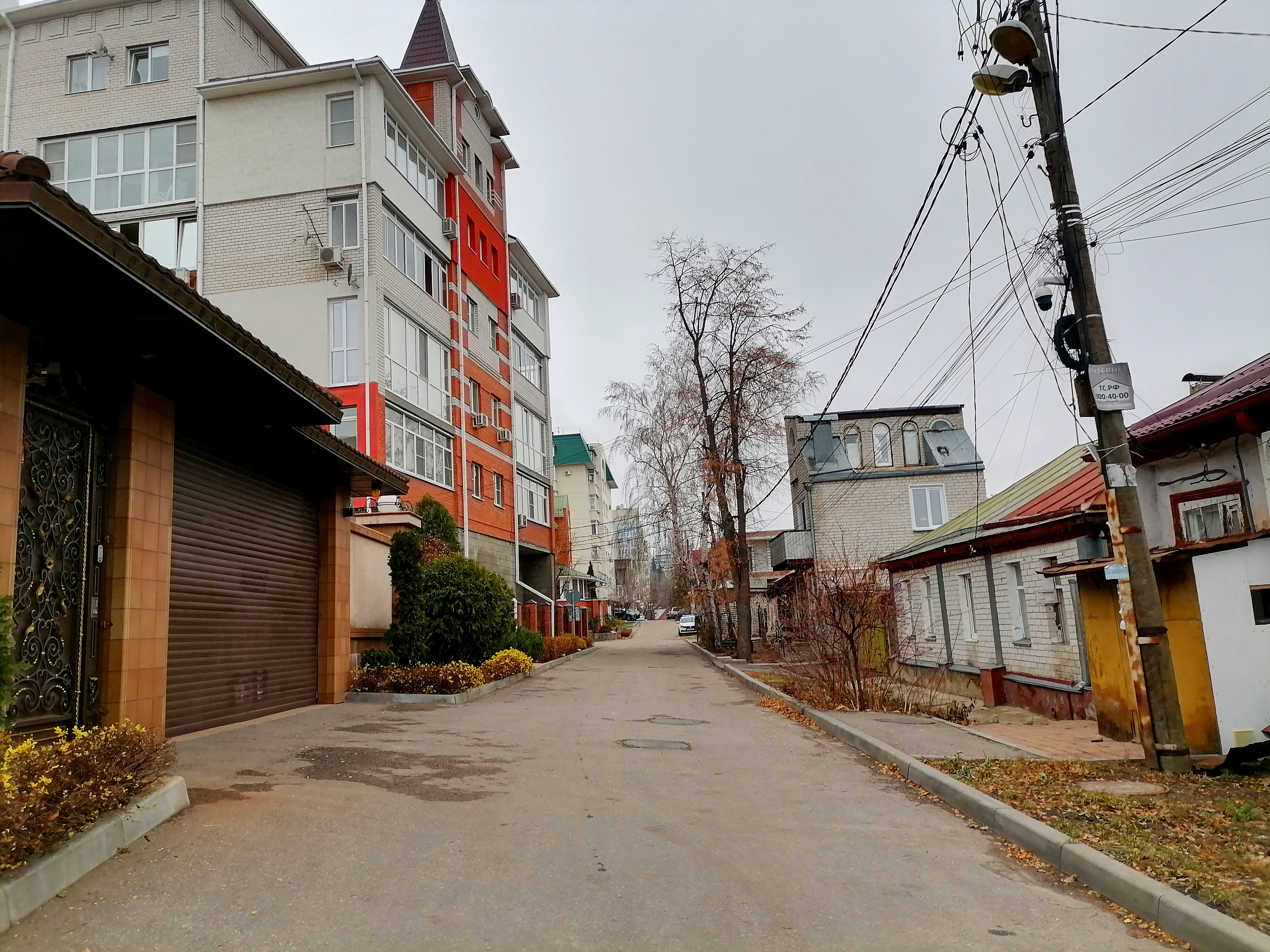
Улица Эртеля в Воронеже

В Воронеже, в исторической части города между улицами Степана Разина и 20 лет ВЛКСМ, находится улица Эртеля, а pядом — переулок Эртеля.
В Воронежском художественном музее создана постоянная экспозиция «Мемориальный кабинет писателя А.И. Эртеля».